# 盧卡什 (利維夫州)
49°58′26″N 25°17′53″E / 49.97389°N 25.29806°E

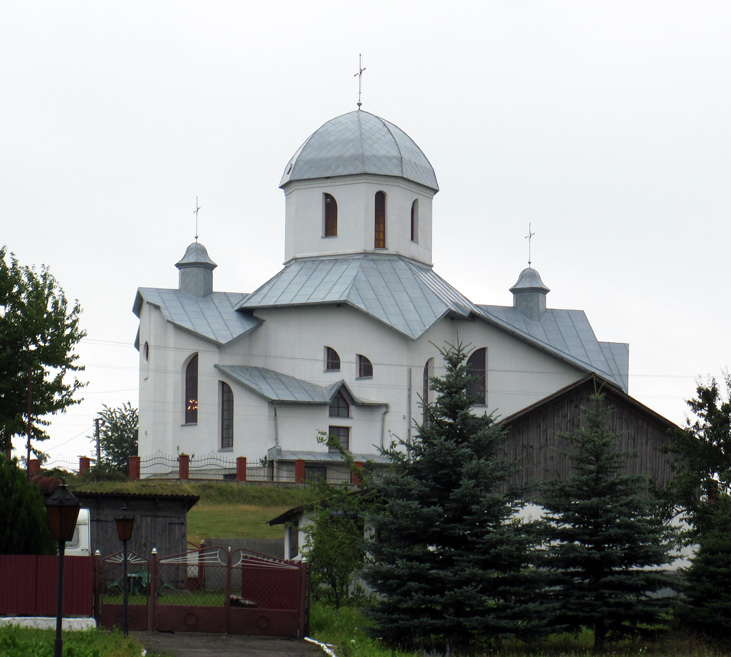

盧卡什（羅馬化：Lukashi）是烏克蘭西部的村莊，隸屬利維夫州的佐洛奇夫區。該村始建於600年，面積1.24平方公里，海拔高度328米，2001年人口497，人口密度每平方公里402.1人。